# Forte do Marvão
O Forte da ponta do Marvão, também referido simplesmente como Forte do Marvão, localizava-se na ponta do Marvão, a sudoeste da freguesia da Vila do Porto, concelho de mesmo nome, na ilha de Santa Maria, nos Açores.
Em posição dominante sobre este trecho do litoral, a sudeste de Vila do Porto, constituiu-se em uma bateria destinada à defesa deste ancoradouro contra os ataques de piratas e corsários, outrora frequentes nesta região do oceano Atlântico.

## História
No contexto da Guerra da Sucessão Espanhola (1702-1714) pode estar referido como "O Forte no cabo da Villa sobre a Bahia." na relação "Fortificações nos Açores existentes em 1710".
FIGUEIREDO (1960) assim refere o local e a sua fortificação em 1815: "Fica a Ponta do Marvão (ao Sudoeste digo) ao Sueste, tem o Castello chamado do Marvão, segue-se o Figueiral, Touril, nestes sítios houve vinhas do melhor vinho, e também dão e tem dado muita pedra de cal." E complementa: "Em seguida fica a ponta do Marvão com um castelo e a furna chamada da Burra." para finalizar: "- Dito da Ponta do Marvão com quatro peças de ferro."
SOUSA (1995), em 1822, a respeito do porto de Vila do Porto, refere: "(...) O seu Porto é uma pequena Enseada virada a sudoeste, entre as pontas de Marvão a sueste, e Força [Forca] a oeste; em ambas as quais há pequenas fortalezas. (...)".
A "Relação" do marechal de campo Barão de Bastos em 1862 informa que se encontra demolido.
De acordo com a informação de antigos moradores, existem na ponta do Marvão duas edificações, uma de maiores dimensões, com características de fortim, e outra de menores dimensões, no lado voltado para a praia, cerca de 30 a 40 metros à frente de uma baixa inacessível por mar, e em posição mais elevada.